# Kønsbehåring
Kønsbehåring (kønshår, pubeshår, intimbehåring) er de hår, som dækker de ydre kønsorganer og det omkringliggende kropsområde. Kønsbehåringen er  sekundære kønskarakteristika, der udvikles i løbet af den tidlige pubertet som følge af  kønshormoner.

## Struktur
Kønsbehåring er almindeligvis stærkere end anden kropsbehåring og farven er som regel mørkere end hovedbehåringen. Kønsbehåringens udbredelse og fyldighed varierer fra individ til individ. Type varierer ligeledes fra stærkt krøllet til helt glat. Kvindens kønsbehåring dækker sædvanligvis et trekantet område over venusbjerget, mens mandens kønsbehåring gradvist formindskes op mod navlen.

## Funktion
Biologisk hjælper kønsbehåring lige som håret under armene med at fordampe duftstoffer. Derudover beskytter den mod bakterier og sygdomme samt mod kulde og varme.